# Dulce Helfer
Dulce Helfer (Santa Cruz do Sul) é uma fotógrafa e jornalista brasileira.
Trabalhou 27 anos no jornal Zero Hora, em Porto Alegre e também na Secretaria de Cultura do RS até 1990, onde participou com os escritores Tabajara Ruas e Carlos Urbim, do jornal cultural " O Continente". Fez dezenas de exposições individuais e coletivas e recebeu 30 prêmios, entre eles três internacionais da Sociedad Interamericana de Prensa, dois Prêmios Press, como melhor fotógrafa do RS, Prêmio Nacional de Direitos Humanos, Prêmio de Fotografia do Banco Itaú e Prêmio de Cultura Joaquim Felizardo.
Fotografou com exclusividade para artistas como The Cure, B.B.King, Roberto Carlos, Avril Lavigne, Zizi Possi, Macalé, David Lynch e Fernanda Montenegro entre outros grandes nomes. Participou com textos e fotos em 65 livros, sendo. 5 individuais.
No Theatro São Pedro realizou diversas exposições, entre elas, "Paris.. Paris.." e "Amazônia- Tão Perto tão Longe".
Tem textos publicados no Jornal Zero Hora, em livros sobre Mario Quintana e no livro "Seminários Espetaculares", com a Associação Psicanalítica de Porto Alegre, para a qual fez palestra junto com Moacyr Scliar, na CCMQ.Também foi palestrante na Feira do Livro de Gravataí, no auditório do SESC.Abriu o Projeto "Due Arti" em Atlântida, expondo seu trabalho junto com Britto Velho. Realizou Mostra sobre Luis Fernando Verissimo, no Centro Cultural CEEE Erico Verissimo. Participou de exposição do MACRS na Casa De Cultura Mario Quintana. Trabalhou  como still e making of no cinema, em filmes de Tabajara Ruas, Beto Souza e Roberto Gervitz. Publicou fotos no livro "Dicionário Luis Fernando Verissimo", realizou exposição sobre Caio Fernando Abreu, no CCC. Erico Verissimo, no Museu da Diversidade Sexual, em SP e em Brasília. Expôs 2 anos consecutivos em Paris, nas homenagens ao Estado do RS. Lançou o livro, "O Melhor de Mario Quintana", na Feira do Livro de POA, Participou do livro "Iberê Camargo- Século XXI", em homenagem ao centenário do artista, da Coletiva-20x20, na Bolsa de Arte e da Mostra "Estação das Águas", em prol do Museu das Águas de Porto Alegre.
Foi Curadora artística do 1º Encontro França/Brasil em Porto Alegre, realizado na Casa de Cultura Mario Quintana. Recebeu o Prêmio Especial da AGES, pelo livro O MELHOR DE MARIO QUINTANA, junto com os escritores Tabajara Ruas e Armindo Trevisan. Foi palestrante da Feira Internacional do Livro, em Foz do Iguaçu.
Participou da exposição LUGARDIZER, na Galeria La Photo, em POA e da Mostra, ELAS POR ELAS, na Assembleia Legislativa do RS, em homenagem ao mês da mulher. 
Em 2018, participou do livro de Fernanda Montenegro e lançou o projeto de sustentabilidade das águas, chamado POESIA LÍQUIDA, com lançamento do livro na FEIRA DO LIVRO, de Porto Alegre e exposição no MARGS, onde permaneceu 3 meses, com público de 22.300 visitantes, até final de fevereiro de 2019.
Também em 2019, fez Mostra sobre Mario Quintana, na CCMQ- 25 Quadros de Ausência, em Porto Alegre e realizou exposição sobre Amazônia, no Projeto, Rio Pardo em Foto, que permaneceu até fevereiro de 2020 e participou da Bienal Black Brazil Art, no Memorial do RS, em Porto Alegre.  Trabalha em projeto sobre o Rio Jacuí, em Mostra sobre Lya Luft  e em livro sobre a CCMQ.

## Música e literatura
Nos últimos 25 anos, Dulce Helfer tem trabalhado frequentemente com músicos e escritores. Trabalhou com exclusividade no Brasil para músicos como The Cure, B. B. King, Roberto Carlos, Antonio Villeroy, Zizi Possi e outros. Fotos dela foram utilizadas em capas de CDs e DVDs, bem como para divulgação, de vários músicos brasileiros, entre eles Tribo de Jah, Borghettinho, Os Fagundes, Belchior, Jazz6 (de Luis Fernando Verissimo), Jorginho do Trompete, Pato Banton (jamaicano), Geraldo Flach, Tequila Baby, DVD Macalé, com Luis Melodia e Zeca Baleiro e dezenas de outros.

Também participou com textos e fotos em48 livros, alguns sobre Mario Quintana
, de quem foi grande amiga . Também com Rubem Braga, Dulce viajou a várias capitais brasileiras com uma exposição fotográfica que acompanhou o "Projeto Encontro Marcado", que reunia grandes escritores brasileiros nas universidades. Dessas viagens resultaram as fotos que estão no livro de José Castello,  "Na cobertura com Rubem Braga", onde tem um ensaio destacado, com fotos do dia a dia do escritor em sua cobertura na rua Barão da Torre, no Rio de Janeiro.
Na área de cinema, Dulce foi contratada por David Lynch em sua estada em Porto Alegre (2009) e trabalhou como fotógrafa de cena em filmes dos diretores Tabajara Ruas, Beto Souza e Roberto Gervitz.

## Exposições
A revista Imprensa, em sua edição de aniversário dos 10 anos, escolheu uma foto de Dulce Helfer, de um show de Ed Motta, como uma das 10 melhores fotos daquela década. Realizou mais de 100 exposições, individuais e coletivas. As mais recentes foram, "Paris..Paris...","Amazônia-Tão Perto,Tão Longe, a Mostra com 80 fotos de artistas brasileiros, todos posando para ela com as mãos abertas, entre eles,Chico Buarque, Caetano Veloso, Gilberto Gil, Paulo Autran, Fernanda Montenegro, Fernanda Torres, Ney Matogrosso, Ana Carolina, José Wilker e outros grandes nomes da dramaturgia e da música, no Theatro São Pedro, a convite de sua diretora Eva Sopher, com quem Dulce colaborou por 30 anos. Sua Mostra no MARGS, de 2018 a 2019, POESIA LÍQUIDA/ÁGUAS DO RIO GRANDE DO SUL, recebeu 22.300 visitantes. Lançou o livro de mesmo nome, na Feira do Livro, de Porto Alegre, também em 2018. Em 2019, esteve com exposições, no Rio Pardo em Fotos, sobre a AMAZÔNIA e na Casa de Cultura Mario Quintana, sobre os 25 Anos de Ausência do poeta gaúcho.

## Jornalismo e textos
Dulce Helfer tem ainda diversos textos publicados: além de reportagens do Jornal Zero Hora , participou com texto e fotos no Livro "Mario", sobre Mario Quintana, com Armindo Trevisan e Tabajara Ruas, e ainda no livro "Seminários Espetaculares", sobre religião, política, sofrimento, corpo e sexo, com a Associação Psicanalítica de Porto Alegre, para qual fez palestra junto com Moacyr Sclias na CCMQ. Foi palestrante da Feira Internacional do Livro de Foz do Iguaçu.
Recebeu 28 prêmios de fotografia, entre eles, o Prêmio de Cultura Joaquim Felizardo, como destaque do ano, na categoria Fotografia . por 3 vezes o Prêmio Internacional de Fotografia, SIP ( Sociedad Interamericana de Prensa-1992/1995/1997),  Prêmio Nacional de Direitos Humanos (1992), Prêmio ARI ( Associação Riograndense de Imprensa 1997), Prêmio Especial de Literatura Açorianos (1999), Prêmio de Fotografia do Meio Ambiente (2003),  Prêmio Banco Itaú BBA de Fotografias(2003), Prêmio Ages /RS (2015), Prêmio Ciência Para a Paz USP (2017).